# فرنکلین، شهرستان ساکرامنتو، کالیفرنیا
فرنکلین (به انگلیسی: Franklin) یک منطقهٔ مسکونی در ایالات متحده آمریکا است که در شهرستان ساکرامنتو، کالیفرنیا واقع شده‌است. فرنکلین ۵٫۴۵۴ کیلومتر مربع مساحت و ۱۵۵ نفر جمعیت دارد و ۳٫۹۶ متر بالاتر از سطح دریا واقع شده‌است.